# Lekkoatletyka na Letnich Igrzyskach Olimpijskich 1900 – rzut młotem mężczyzn
Konkurs rzutu młotem na igrzyskach olimpijskich w 1900 w Paryżu rozegrano 16 lipca 1900 w Lasku Bulońskim. Startowało 5 lekkoatletów z 2 krajów. Rozegrano od razu finał. Były to pierwsze zawody w tej konkurencji na igrzyskach olimpijskich.

## Rekordy
| Rekord świata | 51,10 | John Flanagan | Nowy Jork (USA) | 23 września 1899 |

## Finał
| Poz.   | Zawodnik         | Kraj              | Wynik    | Uwagi |
| ------ | ---------------- | ----------------- | -------- | ----- |
| złoto  | John Flanagan    | Stany Zjednoczone | 51,01    | OR    |
| srebro | Truxtun Hare     | Stany Zjednoczone | 46,26    |       |
| brąz   | Josiah McCracken | Stany Zjednoczone | 43,58    |       |
| 4.     | Erik Lemming     | Szwecja           | nieznany |       |
| 5.     | Karl Staaf       | Szwecja           | nieznany |       |

Amerykanie byli wyraźnie lepsi od Szwedów. Dla Flaganana był to pierwszy z trzech złotych medali olimpijskich zdobywanych w rzucie młotem na kolejnych igrzyskach.